# Empty Castles
Empty Castles ist ein Musikalbum des Trios Spectral von Dave Rempis, Darren Johnston und Larry Ochs. Die am 14. Juni 2017 im zum Mare Island Shoreline Heritage Preserve gehörenden Bunker A-168 in Vallejo (Kalifornien) entstandenen Aufnahmen erschienen am 1. Mai 2018 auf Rempis’ Label Aerophonic Records.

## Hintergrund
Empty Castles ist das dritte Album von Spectral, einem Bläsertrio aus den Städten San Francisco und Chicago, das seit 2012 aktiv ist. Wie bei ihren beiden vorherigen Veröffentlichungen, dem selbstbetitelten Debütalbum von 2014 und Neutral Nation von 2016, präsentiert auch diese Aufnahme eine frei improvisierende Band, die den Ansatz des „Instant Composing“ vertritt. Die Aufnahmen fanden im Bunker A-168 statt, einer 12.000 Quadratmeter großen Betonhülle, die etwas vom Wasser zurückgesetzt an der Spitze der langen Halbinsel Mare Island in Vallejo (Kalifornien) liegt, an der äußersten nordöstlichen Ecke der San Francisco Bay.

## Titelliste
- Dave Rempis/Darren Johnston/Larry Ochs: Empty Castles (Aerophonic Records AR 016)[1]

1. Dirt Angels 8:58
2. This Is Not Vermont 4:19
3. Luminal 5:07
4. Brooklyn Took It 5:31
5. Splash Zone 6:38
6. Protest Portal 8:50
7. Little Hymn 2:50
8. Bunker 5:01
9. Gravity Corridor 4:28

Die Kompositionen stammen von Dave Rempis/Darren Johnston/Larry Ochs.

## Rezeption

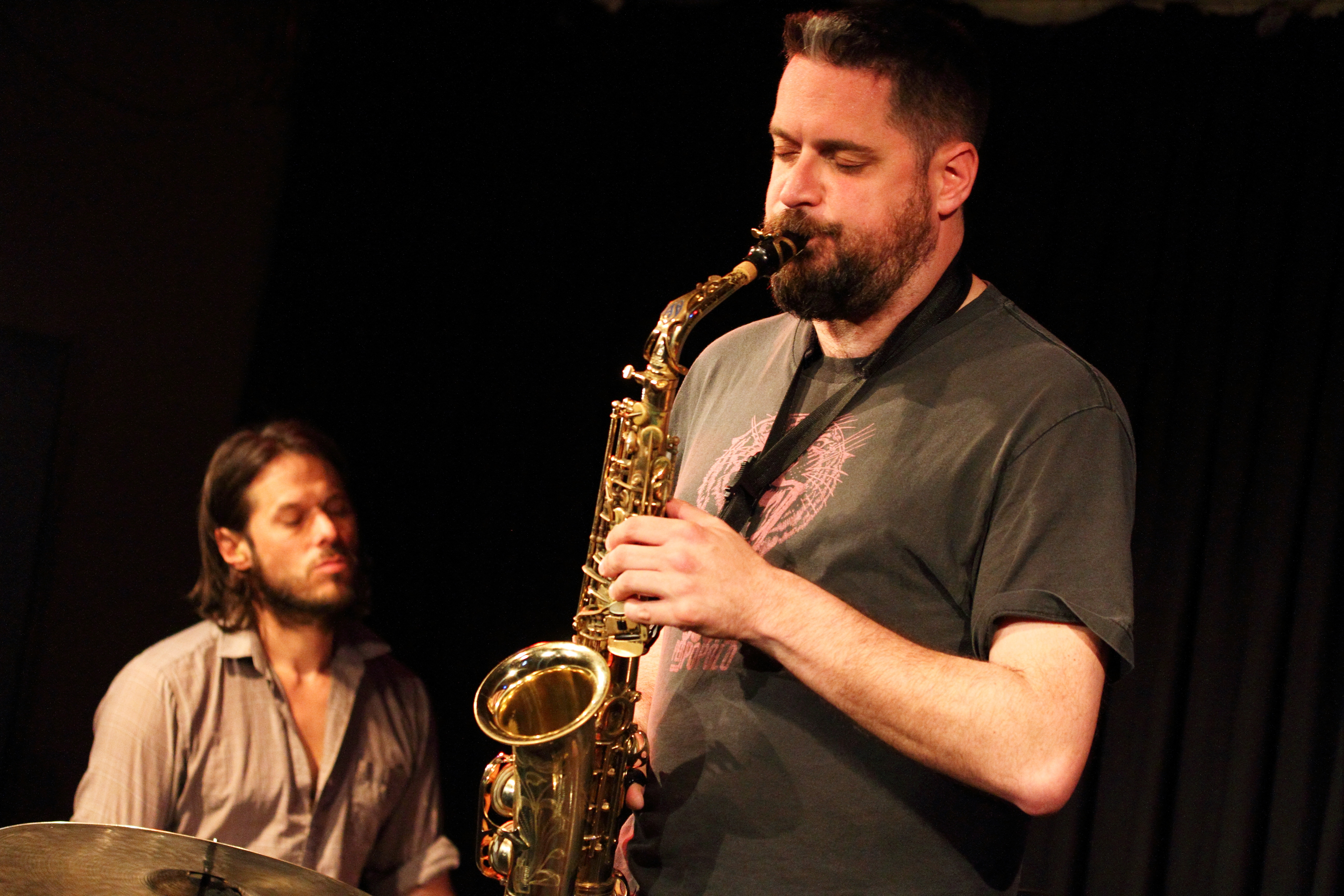
Dave Rempis 2016 im club W71 in Weikersheim. Im Hintergrund Schlagzeuger Tim Daisy

Nach Ansicht von Mark Corroto, der das Album in All About Jazz rezensierte, würde der einzigartige Raum, in dem die Aufnahmen entstanden waren,  einen natürlichen (und unveränderlichen) Nachhall erzeugen, den die Spieler in ihre Darbietung einbeziehen mussten. Ähnlich wie bei den Zisternenaufnahmen von Pauline Oliveros halle der Klang wider und lasse dieses Trio riesig erscheinen. Ochs vom berühmten Rova Saxophone Quartet und Johnston (bekannt vom The Electric Squeezebox Orchestra sowie Lisa Mezzacappa) würden die Westküstenkomponente von Spectral bilden, während Rempis den Chicago-Touch einbringe. Ein Großteil der Musik bestehe aus einem dreiseitigen Call-and-Response-System, das die einzigartige Akustik des Bunkers berücksichtige. Die Helligkeit des Klangs sei einprägsam und biete kein Versteck. Jeder Spieler musste sich sowohl mit Geräuschen als auch mit Stille auseinandersetzen. Spectral beziehe sich per Definition auf eine „körperlose Geisterhaftigkeit“, und das sei möglicherweise die beste Beschreibung der Klänge hier.